# Erigorgus versutus
Erigorgus versutus är en stekelart som beskrevs av Atanasov 1975. Erigorgus versutus ingår i släktet Erigorgus och familjen brokparasitsteklar. Inga underarter finns listade i Catalogue of Life.